# Mario Miguel Carrillo Huerta
Mario Miguel Carrillo Huerta (Colima, Colima, 4 de junio de 1947) es un académico y político mexicano, miembro actual del partido Movimiento Regeneración Nacional (Morena) y con anterioridad del Partido de la Revolución Democrática (PRD), y del Partido Revolucionario Institucional (PRI). Fue diputado local, secretario de Educación del Distrito Federal y diputado federal de 2012 a 2015.

## Biografía
Originario de la ciudad de Colima, capital del estado del mismo nombre. Es tío de Mario Delgado Carrillo, también funcionario del Distrito Federal, diputado y presidente nacional de Morena desde 2020 —hermano de su madre, Leticia Carrillo Huerta— y padre de Mario Miguel Carrillo Cubillas, funcionario del gobierno de Puebla y diputado federal desde 2021.
Es licenciado en Economía por la Universidad de Guadalajara (UdeG), maestro en Economía por la University of Missouri–Kansas City y doctor en Economía por la Universidad Vanderbilt. Cuenta además con un diplomado en la misma disciplina en la Universidad de Colorado, ha ejercido como docente en la University of Missouri-Kansas City, la Universidad Estatal de San Diego, la Universidad Veracruzana, el Instituto Politécnico Nacional, El Colegio de México y la Universidad de las Américas Puebla; además de fundador de El Colegio de la Frontera Norte, El Colegio de Puebla y El Colegio de Tlaxcala. Es en la actualidad docente investigador de la Benemérita Universidad Autónoma de Puebla (BUAP) y miembro del Sistema Nacional de Investigadores CONACyT, Nivel III.
Su carrera como funcionario público ha seguido significativamente la de Marcelo Ebrard, quien lo ha nombrado para la mayor parte de sus cargos: en el entonces Departamento del Distrito Federal fue de 1988 a 1989 fue director de Política Poblacional; en 1991, como miembro del PRI fue elegido diputado a la II Asamblea de Representantes del Distrito Federal por el Distrito 9 local, fungiendo como presidente de la comisión de Vigilancia de la Administración Presupuestal y Contable; e integrante de la comisión de Gobierno. Solicitó licencia al cargo para ser de 1992 a 1993 director genera de Gobierno de la secretaría general de Gobierno del DF, cuyo titular era Marcelo Ebrard. En 2005 fue director general académico del Colegio de Tlaxcala, A. C.
En 2002 Marcelo Ebrard fue nombrado secretario de Seguridad Pública del DF por el jefe de gobierno Andrés Manuel López Obrador, entonces Mario Miguel Carrillo Huerta fue nombrado primero director ejecutivo y luego director general de Comunicaciones de dicha secretaría, cesando en el cargo en 2004 al ser destituido Ebrard del cargo. En 2006 Ebrardo fue elegido Jefe de Gobierno del Distrito Federal y nombró a Carrillo Huerta en 2007 coordinador general de Proyectos Prioritarios, de 2007 a 2009 subsecretario de Educación Media Superior y Superior de la Secretario de Educación Pública del Distrito Federal y de 2009 a 2010 titular de la misma secretaría, asumiendo el 14 de agosto de 2009, y lo dejó el 20 de julio de 2010 en que fue sustituido por Mario Delgado Carrillo. De 2011 a 2012 fue director general del Sistema para el Desarrollo Integral de la Familia del Distrito Federal (DIF-DF).
Renunció al cargo en 2012 para ser candidato de la coalición Movimiento Progresista a diputado federal por el Distrito 16 del Distrito Federal. Logró el triunfo, representando al distrito en la LXII Lwgislatura de dicho año a 2015. En ella fue presidente de la comisión de Promoción del Desarrollo Regional;  secretario de la comisión para dar seguimiento a la regularización de los solares urbanos de las zonas metropolitanas del país; y, del Centro de Estudios de las Finanzas Públicas; así como integrante de las comisiones de Ciencia y Tecnología; del Centro de Estudios de Derecho e Investigaciones Parlamentarias; del Distrito Federal; y, de Medio Ambiente y Recursos Naturales.